# Брајан Адамс
Брајан Гај Адамс (енгл. Bryan Guy Adams; Кингстон, 5. новембар 1959) канадски је музичар, певач, аутор песама, музички продуцент и фотограф.
Током музичке каријере освојио је велики број признања. Између осталог, шеснаест пута је номинован за Греми, који је и добио 1992. године. Такође је добитник неколико МТВ награда. Три пута је номинован за Оскара, а неколико пута се нашао и у конкуренцији за Златни глобус.

## Дискографија

### Студијски албуми
- (1980)
- (1981)
- (1983)
- (1984)
- (1987)
- (1996)
- (1991)
- (1998)
- (2002)
- (2004)
- 11 (2008)
- (2014)
- (2015)
- (2019)
- (2022)
- (2022)
- (2022)
- (2025)

### Концертни албуми
- (1988)
- (1997)
- (2003)
- (2010)
- (2013)
- (2017)
- (2023)
- (2024)

### Компилације
- (1988)
- (1993)
- (1999)
- (2005)
- (2010)
- (2017)

## Филмографија
| Улоге  |                        |               |                            |                  |
| Година | Српски назив           | Изворни назив | Улога                      | Напомена         |
| 1989.  | Ружичасти кадилак      |               | радник на бензинској пумпи |                  |
| 1991.  | Робин Худ: Краљ лопова |               | Брајан Адамс               |                  |
| 1996.  | Чувари плаже           |               | Брајан Адамс               | ТВ серија, 1 еп. |
| 2002.  | Кућа лудака            |               | Брајан Адамс               |                  |
| 2011.  | —                      |               | Џок (глас)                 |                  |
| 2025.  | —                      |               | Брајан Адамс (глас)        | ТВ серија, 1 еп. |

## Наступи у Србији
| Датум              | Место   | Простор                    | Напомене                    | Изв.                 |
| ------------------ | ------- | -------------------------- | --------------------------- | -------------------- |
| 28. новембар 2006. | Београд | Хала спортова Нови Београд | турнеја                     | [ 2 ] [ 3 ]          |
| 28. новембар 2006. | Београд | Хала спортова Нови Београд | посета: 3.000               | [ 2 ] [ 3 ]          |
| 10. новембар 2019. | Београд | Београдска арена           | турнеја                     | [ 4 ] [ 5 ] [ 6 ]    |
| 10. новембар 2019. | Београд | Београдска арена           | посета: 8.000               | [ 4 ] [ 5 ] [ 6 ]    |
| 12. децембар 2023. | Београд | Београдска арена           | турнеја                     | [ 7 ] [ 8 ] [ 9 ]    |
| 28. април 2025.    | Београд | Дом синдиката              | турнеја The Bare Bones; акустични концерт | [ 10 ] [ 11 ] [ 12 ] |